# 東風牌轎車

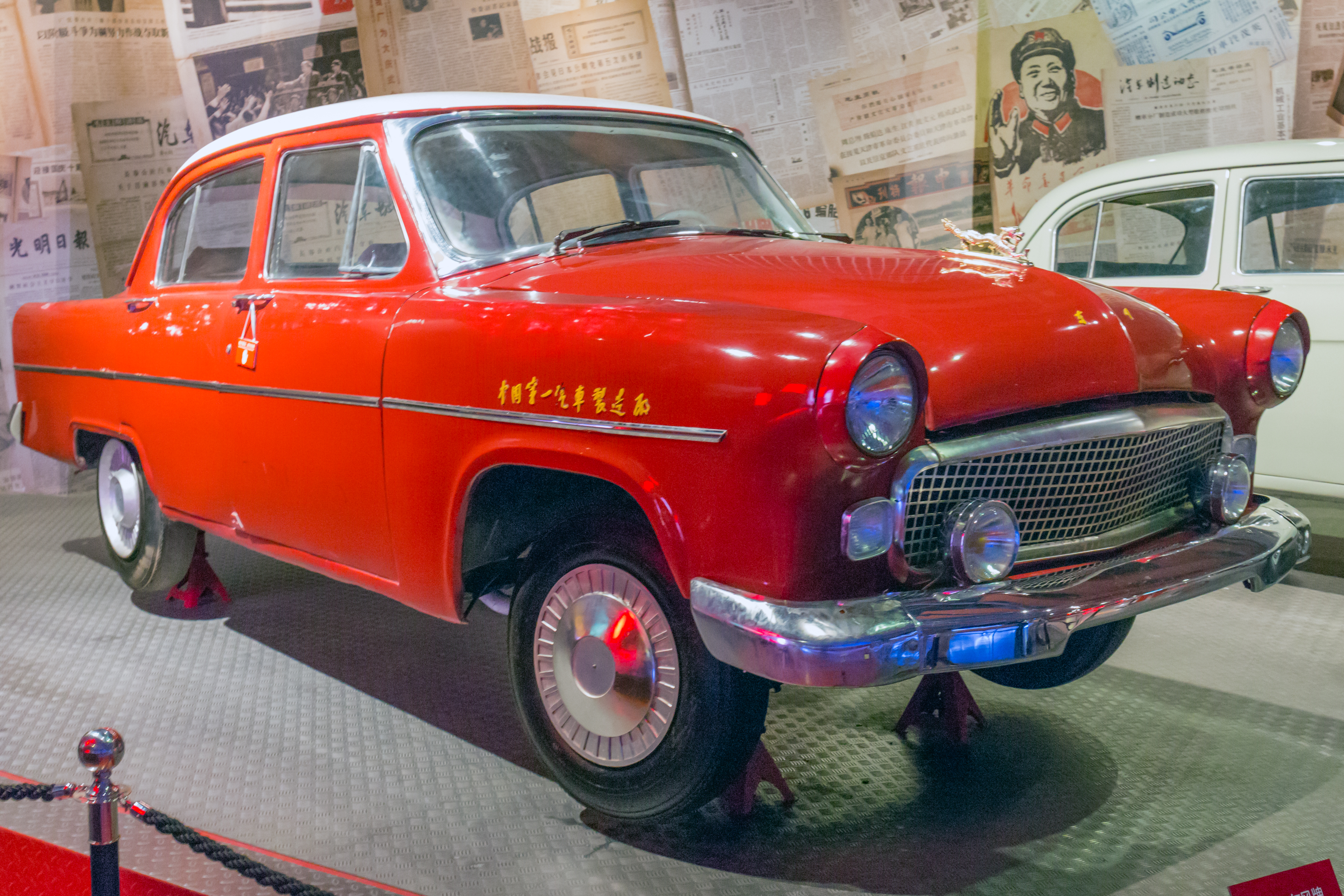
東風牌轎車

東風牌轎車是中華人民共和國第一種自行研製的轎車，其全名是「東風CA-71轎車」，其中「東風」是來自毛澤東的名句「東風壓倒西風」，CA為生產廠家代碼，7為轎車編碼，1則表示第一輛，其製造廠是在長春的中國第一汽車製造廠（以下簡稱「一汽」）。

## 基本資料
- 車長:4.56米
- 車闊:1.76米
- 車高:1.53米
- 車重:1230公斤
- 最快速度:128公里/小時
- 發動機:一個水冷式四衝程汽油發動機（馬力=71匹）
- 可載人數:5人

## 簡介
1956年4月25日，毛澤東在一次會議上說:「什麼時候我們能坐上自己開發的小轎車來開會就好了!」，1957年5月，一機部就向長春一汽下了要研製轎車的命令，同年11月已開始設計，當時的一汽製造廠廠長的饒斌就以「仿造為主，適當改造」作為指導思想，1958年2月13日，毛澤東參觀一汽時又對廠長饒斌說:「看到中國工人階級能製造汽車很高興，什麼時候能坐上我們自己製造的小汽車呢？」，其實當時一汽已在進行相關的研發。
一汽是在「無資料、無經驗、無工裝、無設備」的條件下進行研發，研製人員參考了眾多的他國汽車設計。其底盤是參考了法國希姆卡維迪蒂，發動機是仿製自德國（當時的西德）賓士-190，變速箱是一汽自己設計的，車身外殼也是一汽自己設計，其中是車尾燈採用了古代宮燈的設計，工程人員認為這更能體現中國特色，由於缺乏製造車身模具，鈑金工人唯有用鐵鎚敲打鋼材成形，其車頭用一條鍍銀的龍雕塑作標記，車頭兩側也貼上由毛澤東書寫的「中國第一汽車廠」字樣。
1958年5月21日，毛澤東坐上一輛東風牌轎車並說:「好啊，坐了咱們自己的轎車了！」

但由於東風牌轎車的技術還不成熟，經常故障，故其產量不多，之後一汽就在其基礎上研製出紅旗轎車。

## 參考車種

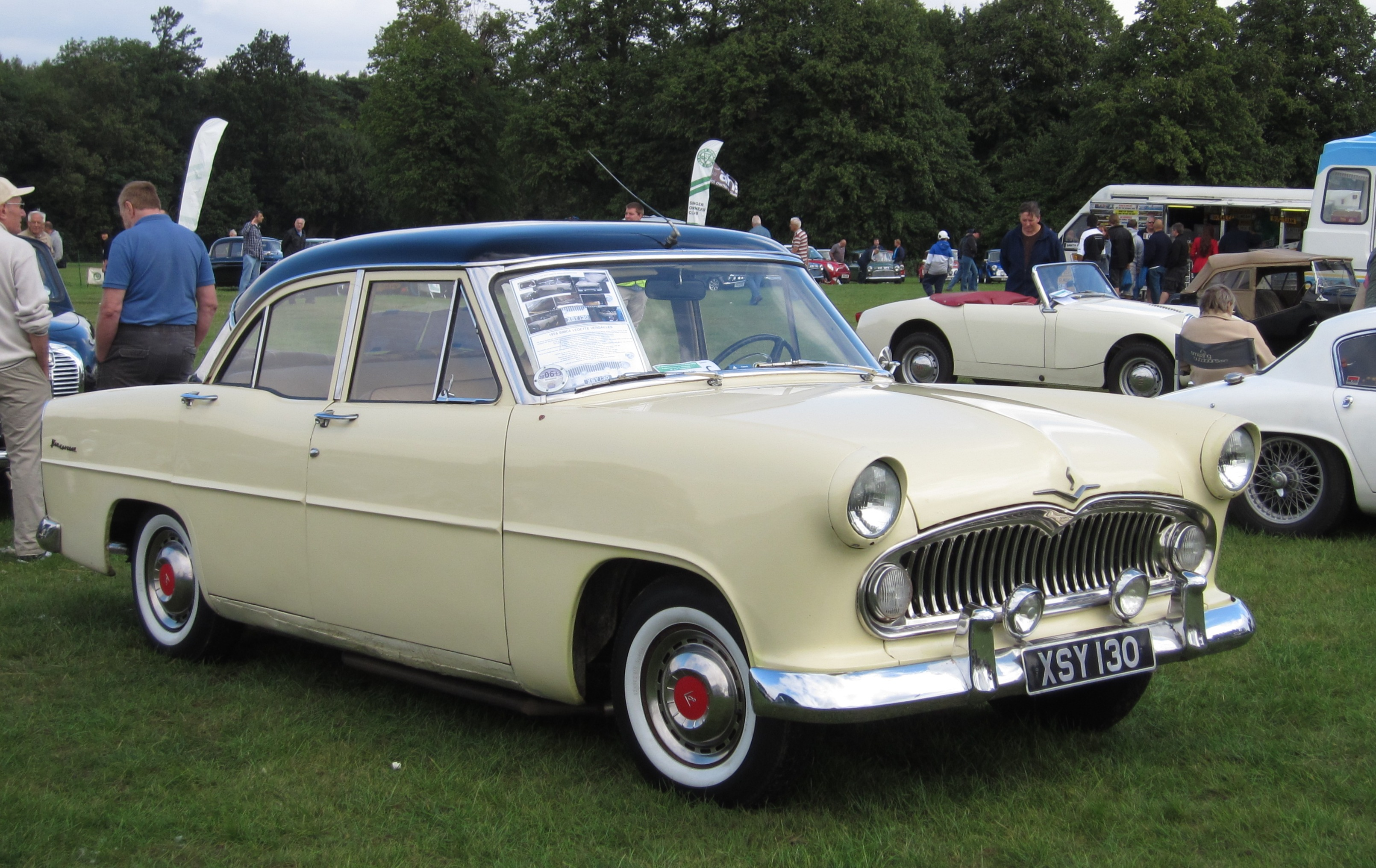
法國希姆卡維迪蒂
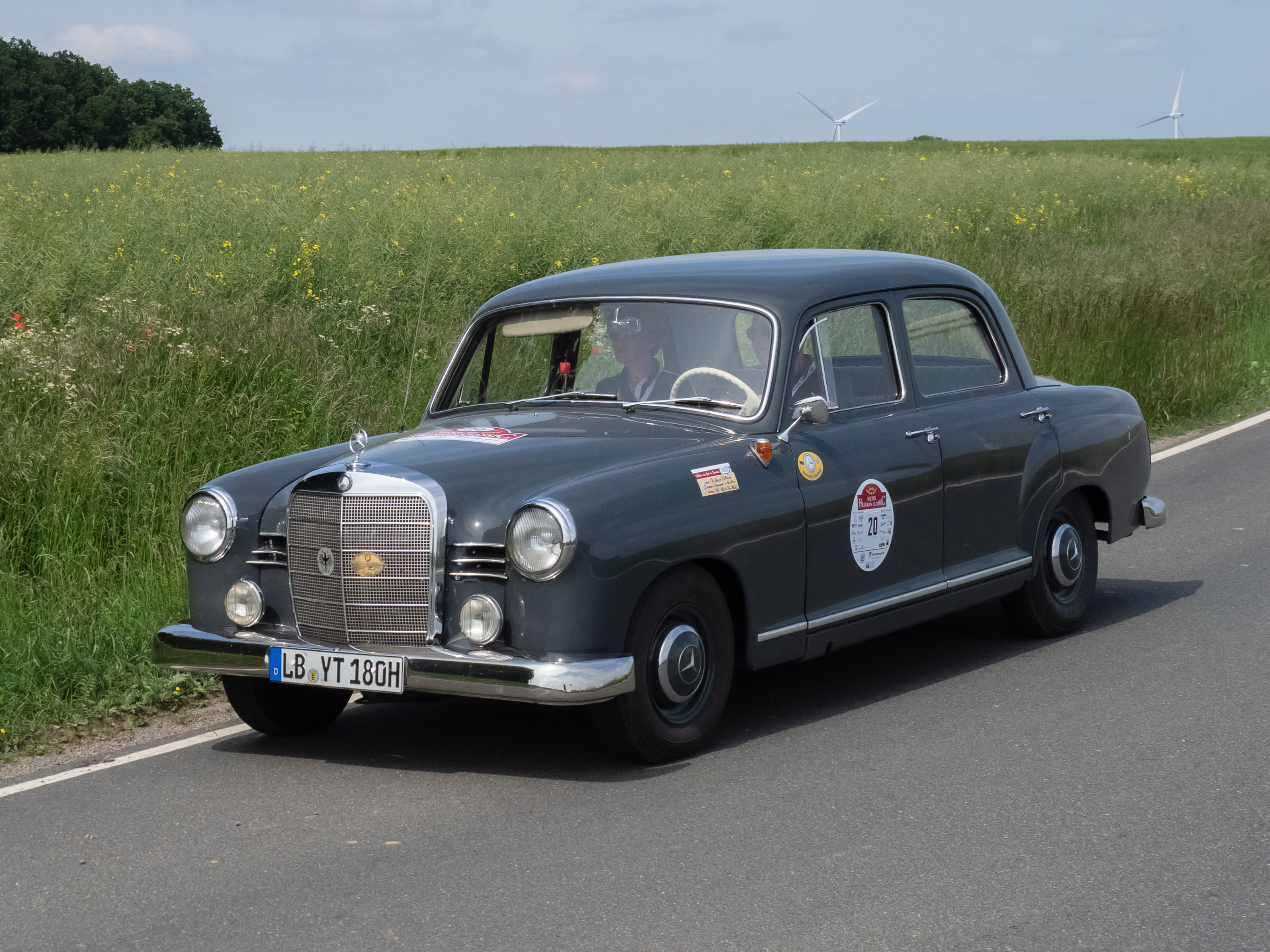
德國賓士-190